# Canthocamptus cuspidatoides
Canthocamptus cuspidatoides is een eenoogkreeftjessoort uit de familie van de Canthocamptidae. De wetenschappelijke naam van de soort is voor het eerst geldig gepubliceerd in 1924 door Kiefer.